# 孔羡
孔羡（?—?），表字子余，三国时鲁郡人。孔子二十一代孫，孔志玄孙，孔損曾孙，孔曜之孙，伯父是孔完，生父是孔讚。
他的伯父褒亭侯孔完没有儿子：孔羡之父孔讚，字元宾，为守庙百户卒史。曹魏黄初元年（220年）魏文帝曹丕命孔羡为奉议郎，次年正月孔羡袭爵，为宗圣侯，主持孔子祭祀之事。
孔羡死后埋葬在孔林内孔子墓南侧，其子孔震袭爵。现存《孔羡碑》。

## 参看
- 孔子
- 孔子世家大宗世系
- 孔子世系
- 孔子世家大宗世系图
- 孔子世家总世系图 (中兴祖前)